# Форест-Лейк (Міннесота)
Форест-Лейк (англ. Forest Lake) — місто (англ. city) в США, в окрузі Вашингтон штату Міннесота. Населення — 20 611 особа (2020).

## Географія
Форест-Лейк розташований за координатами 45°15′2″ пн. ш. 92°58′1″ зх. д. / 45.25056° пн. ш. 92.96694° зх. д. (45.250673, -92.966812).  За даними Бюро перепису населення США в 2010 році місто мало площу 92,05 км², з яких 79,14 км² — суходіл та 12,91 км² — водойми.

## Демографія
Згідно з переписом 2010 року, у місті мешкало 18 375 осіб у 7014 домогосподарствах у складі 5044 родин. Густота населення становила 200 осіб/км².  Було 7508 помешкань (82/км²).
Расовий склад населення:
| - 94,7 % — білих - 1,5 % — азіатів - 1,1 % — чорних або афроамериканців - 0,4 % — корінних американців - 0,1 % — вихідців з тихоокеанських островів |

До двох чи більше рас належало 1,7 %. Частка іспаномовних становила 2,3 % від усіх жителів.
За віковим діапазоном населення розподілялося таким чином: 26,3 % — особи молодші 18 років, 62,4 % — особи у віці 18—64 років, 11,3 % — особи у віці 65 років та старші. Медіана віку мешканця становила 37,4 року. На 100 осіб жіночої статі у місті припадало 98,7 чоловіків;  на 100 жінок у віці від 18 років та старших — 97,0 чоловіків також старших 18 років.
Середній дохід на одне домашнє господарство  становив 81 471 долар США (медіана — 69 315), а середній дохід на одну сім'ю — 93 150 доларів (медіана — 83 675). Медіана доходів становила 53 827 доларів для чоловіків та 45 203 долари для жінок. За межею бідності перебувало 7,6 % осіб, у тому числі 9,8 % дітей у віці до 18 років та 4,4 % осіб у віці 65 років та старших.
Цивільне працевлаштоване населення становило 10 076 осіб. Основні галузі зайнятості: освіта, охорона здоров'я та соціальна допомога — 25,5 %, виробництво — 14,8 %, роздрібна торгівля — 11,4 %, мистецтво, розваги та відпочинок — 10,9 %.